# Эгген, Йермунн
Йермунн Эгген (норв. Gjermund Eggen; 5 июня 1941, Энгердал, Хедмарк — 6 мая 2019) — норвежский лыжник, трёхкратный чемпион мира 1966 года.
На Олимпиаде-1968 в Гренобле занял 34-е место в гонке на 30 км.
На чемпионате мира 1966 года в Осло стал главным героем чемпионата, завоевав три золотые медали — в гонках на 15 и 50 км, а также в эстафете.